# Actinomyces
Actinomyces es un género de bacterias definido por Harz en 1877, del tipo grampositivo. Algunas especies son anaerobias, mientras que otras son facultativas anaerobias.
Las especies de Actinomyces no forman esporas, y, mientras que las bacterias individuales son esféricas, las colonias forman estructuras semejantes en forma a las hifas de los hongos. Muchos Actinomyces son patógenos oportunistas de los seres humanos y de otros mamíferos, particularmente en la cavidad bucal. En casos raros, estas bacterias pueden causar actinomicosis, una enfermedad caracterizada por la formación de abscesos en la boca, los pulmones, o el aparato digestivo. Algunas especies son responsables del olor vegetal de la tierra, que a menudo es particularmente notable después de una lluvia.

## Patología
Actinomyces israelii causa frecuentemente actinomicosis. Esta es una de las patologías con más diagnósticos erróneos, pues frecuentemente se confunde con neoplasia. A. socranski es un colonizador normal de la vagina, colón y boca. La infección se produce en primer lugar por una rotura de la barrera mucosa producida a causa de varios procedimientos (dental, GI), aspiración, o por patologías tales como diverticulitis. La fase crónica de esta enfermedad es conocida como «fase clásica» puesto que la fase temprana o aguda es a menudo ignorada por los servicios médicos. Esta se caracteriza por un lento crecimiento contiguo que puede alternar entre la curación espontánea y la recurrencia, con una gran densidad de lesión fibrótica. La lesión es a menudo descrita como «de madera». Aparece una purulencia de gránulos de azufre rodeada de neutrófilos. Este conglomerado de organismos es prácticamente el diagnóstico de Actinomyces israelii.
La forma más común de la actinomicosis es oral-cervicofacial. Se caracteriza por ser indolora y dar lugar a «mandíbulas desiguales». La linfadenopatía, sin embargo, es poco frecuente. Otra forma de actinomicosis es una patología torácica, que a menudo se diagnostica incorrectamente como una neoplasia, ya que forma una masa que se extiende a la pared torácica. Se origina por la aspiración de estos organismos desde la orofaringe. Los síntomas incluyen dolor en el pecho, fiebre y pérdida de peso.
Otra manifestación de la actinomicosis es una patología abdominal. Esta puede ocasionar un tracto sinusal que drene la pared abdominal o la zona perianal. La actinomicosis pélvica generalmente es causada por los dispositivos intrauterinos (DIU). Los síntomas incluyen fiebre, dolor abdominal y pérdida de peso. También se ha mostrado que Actinomyces sp. puede infectar el sistema nervioso central en un perro «sin evidencia de un trauma anterior o de infección en otro órgano».

## Tratamiento, prevención y control
El tratamiento de la actinomicosis implica la combinación del desbridamiento quirúrgico de los tejidos afectados y la administración prolongada de antibióticos.
Las especies pertenecientes al género Áctinomyces son sensibles a penicilina (que se considera el antibiótico de elección), así como a eritromicina y clindamicina.
La mayoría de las especies es resistente a metronidazol, y las tetraciclinas tienen una actividad variable.
Se debe sospechar la existencia de un foco sin drenaje en los pacientes que no parecen responder al tratamiento prolongado (de 4 a 12 meses). La respuesta clínica suele ser buena, incluso en los pacientes que han sufrido una destrucción extensa de los tejidos. El mantenimiento de una buena higiene bucodental y el uso de la profilaxis antibiótica adecuada cuando se realizan maniobras invasivas en la cavidad bucal o en el tubo digestivo pueden disminuir el riesgo de estas infecciones.

## Taxonomía
De acuerdo con el Sistema Integrado de Información Taxonómica, incluye las siguientes especies:
| Ilustración | Nombre binomial Autor                                                         | Comentarios                    |
| ----------- | ----------------------------------------------------------------------------- | ------------------------------ |
|             | Actinomyces bovis Harz, 1877                                                  | Es la especie tipo del género. |
|             | Actinomyces bowdenii Pascual et al., 1999                                     |                                |
|             | Actinomyces bouchesdurhonensis Mailhe et al., 2017                            |                                |
|             | Actinomyces canis Hoyles et al., 2000                                         |                                |
|             | Actinomyces cardiffensis Hall et al., 2003                                    |                                |
|             | Actinomyces catuli Hoyles et al., 2001                                        |                                |
|             | Actinomyces coleocanis Hoyles et al., 2002                                    |                                |
|             | Actinomyces dentalis Hall et al., 2005                                        |                                |
|             | Actinomyces denticolens Dent & Williams, 1984                                 |                                |
|             | Actinomyces europaeus Funke et al., 1997                                      |                                |
|             | Actinomyces funkei Lawson et al., 2001                                        |                                |
|             | Actinomyces georgiae Johnson et al., 1990                                     |                                |
|             | Actinomyces gerencseriae Johnson et al., 1990                                 |                                |
|             | Actinomyces graevenitzii Pascual Ramos et al., 1997                           |                                |
|             | Actinomyces hominis Funke et al., 2010                                        |                                |
|             | Actinomyces hongkongensis Woo et al., 2004                                    |                                |
|             | Actinomyces hordeovulneris Buchanan et al., 1984                              |                                |
|             | Actinomyces howellii Dent & Williams, 1984                                    |                                |
|             | Actinomyces hyovaginalis Collins et al., 1993                                 |                                |
|             | Actinomyces israelii (Kruse, 1896) Lachner-Sandoval, 1898                     |                                |
|             | Actinomyces johnsonii Henssge et al., 2009                                    |                                |
|             | Actinomyces marimammalium Hoyles et al., 2001                                 |                                |
|             | Actinomyces massiliensis Renvoise et al., 2009                                |                                |
|             | Actinomyces mediterranea Mailhe et al., 2017                                  |                                |
|             | Actinomyces meyeri (ex Prévot, 1938) Cato et al., 1984                        |                                |
|             | Actinomyces naeslundii Thompson & Lovestedt, 1951 emend. Henssge et al., 2009 |                                |
|             | Actinomyces nasicola Hall et al., 2003                                        |                                |
|             | Actinomyces naturae Rao et al., 2012                                          |                                |
|             | Actinomyces neuii                                                             |                                |
|             | Actinomyces odontolyticus Batty, 1958                                         |                                |
|             | Actinomyces oricola Hall et al., 2003                                         |                                |
|             | Actinomyces oris Henssge et al., 2009                                         |                                |
|             | Actinomyces provencensis Ndongo et al., 2017                                  |                                |
|             | Actinomyces radicidentis Collins et al., 2001                                 |                                |
|             | Actinomyces radingae Wüst et al., 1995 emend. Vandamme et al., 1998           |                                |
|             | Actinomyces ruminicola An et al., 2006                                        |                                |
|             | Actinomyces slackii Dent & Williams, 1986                                     |                                |
|             | Actinomyces suimastitidis Hoyles et al., 2001                                 |                                |
|             | Actinomyces timonensis Renvoise et al., 2010                                  |                                |
|             | Actinomyces turicensis Wüst et al., 1995 emend. Vandamme et al., 1998         |                                |
|             | Actinomyces urinae Morand et al., 2016                                        |                                |
|             | Actinomyces urogenitalis Nikolaitchouk et al., 2000                           |                                |
|             | Actinomyces vaccimaxillae Hall et al., 2003                                   |                                |
|             | Actinomyces viscosus (Howell et al., 1965) Georg et al., 1969                 |                                |